# Carl Heinz Wienert
 Carl Heinz Wienert (* 26. April 1923 in Hattorf (am Harz); † 1. Januar 1963 in Hamburg) war ein deutscher Maler der Konkreten Kunst und Hochschullehrer.

## Leben und Werk
Carl Heinz Wienert studierte von 1948 bis 1953 an der Kunstakademie in Kassel. Im Jahr 1954 bekam er eine Lehrtätigkeit an der Kunst- und Werkschule in Pforzheim, die er bis zum Jahr 1959 innehatte. Von 1959 bis zu seinem Tod am 1. Januar 1963 war Carl Heinz Wienert Professor an der Hochschule für bildende Künste Hamburg.
Seit dem Jahr 1961 war er Mitglied des Deutschen Künstlerbundes, an dessen großen Jahresausstellungen er sich zwischen 1956 und 1963 fünfmal beteiligte. Im Jahr 1964 wurden posthum Arbeiten von ihm auf der documenta III in Kassel in der Abteilung Aspekte 1964 gezeigt.
Carl Heinz Wienert war ein Vertreter der Konkreten Kunst. Er hat zahlreiche Abstrakte Komposition, viele in Kasein auf Leinwand geschaffen. Er hat sich auch auf dem Gebiet der Glasmalerei betätigt. Die letzte Arbeit von Wienert war der Entwurf für die Fenster der Sankt-Petri-Kirche in Geesthacht.

## Preise und Auszeichnungen (Auswahl)
- 1955: Kunstpreis der Stadt Karlsruhe
- 1956: Kunstpreis der Gesellschaft für junge Kunst, München

## Wichtige Ausstellungen (Auswahl)
(DKB): Jahresausstellungen des Deutschen Künstlerbundes
- 1953: junge deutsche maler 53, Leverkusen; Eisen und Stahl, Düsseldorf; Neue Gruppe München, München
- 1955: Kollektiv-Ausstellung Kunstverein Stuttgart; Kunstverein Karlsruhe
- 1956: Ausstellungshallen am Ehrenhof, Düsseldorf (DKB); Kunsthalle Recklinghausen; Neue Galerie der Stadt Linz/Wolfgang-Gurlitt-Museum
- 1957: Paris Biennale Musée des Arts Décoratifs; Universität der Künste Berlin (DKB); Vom Abstrakten zum Konkreten, Darmstadt; Museum Aix-en-Provence
- 1958: Kunsthalle Baden-Baden; Ars viva, Oldenburg; Städel Museum, Frankfurt am Main; Biennale Montreal, Kanada
- 1960: Haus der Kunst, München (DKB); Künstlergruppe arche, Hameln
- 1961: Staatliche Kunsthalle Baden-Baden (DKB); Kunstverein Kassel; »junger westen«, Recklinghausen; Neue Darmstädter Sezession
- 1962: Kollektivausstellung Landesmuseum Oldenburg
- 1963: Württembergischer Kunstverein Stuttgart (DKB); Gedächtnisausstellung Hamburg
- 1964: Staatliche Kunsthalle Baden-Baden; Landesgewerbeausstellung Pforzheim; documenta III, Kassel
- 1965: Galerie Ricke, Kassel
- 1992: Kunst- und Kunstgewerbeverein Pforzheim
- 2003: galerie barbara vogt, Hamburg